# 98 Puppis
98 Puppis (y Puppis) é uma estrela na direção da Puppis. Possui uma ascensão reta de 07h 29m 05.71s e uma declinação de −38° 48′ 43.6″. Sua magnitude aparente é igual a 5.41. Considerando sua distância de 556 anos-luz em relação à Terra, sua magnitude absoluta é igual a −0.75. Pertence à classe espectral B3V.